# Центральна Україна

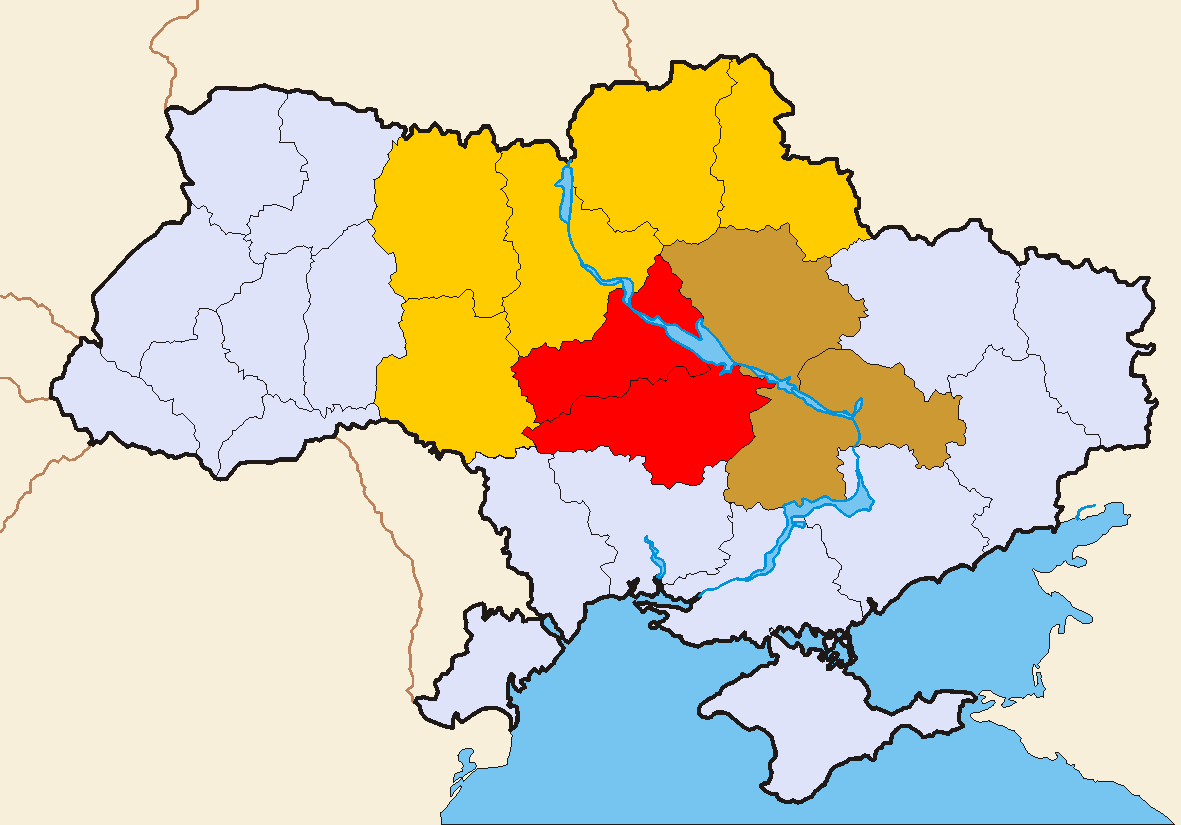
Області, які зараховують до Центральної
України:
завжди
часто
іноді

Центра́льна Украї́на — культурно-історичний регіон України, до складу якого входять  Дніпропетровська (частково), Кіровоградська, Вінницька, Полтавська, Черкаська області.

## Поняття «Центральна Україна»

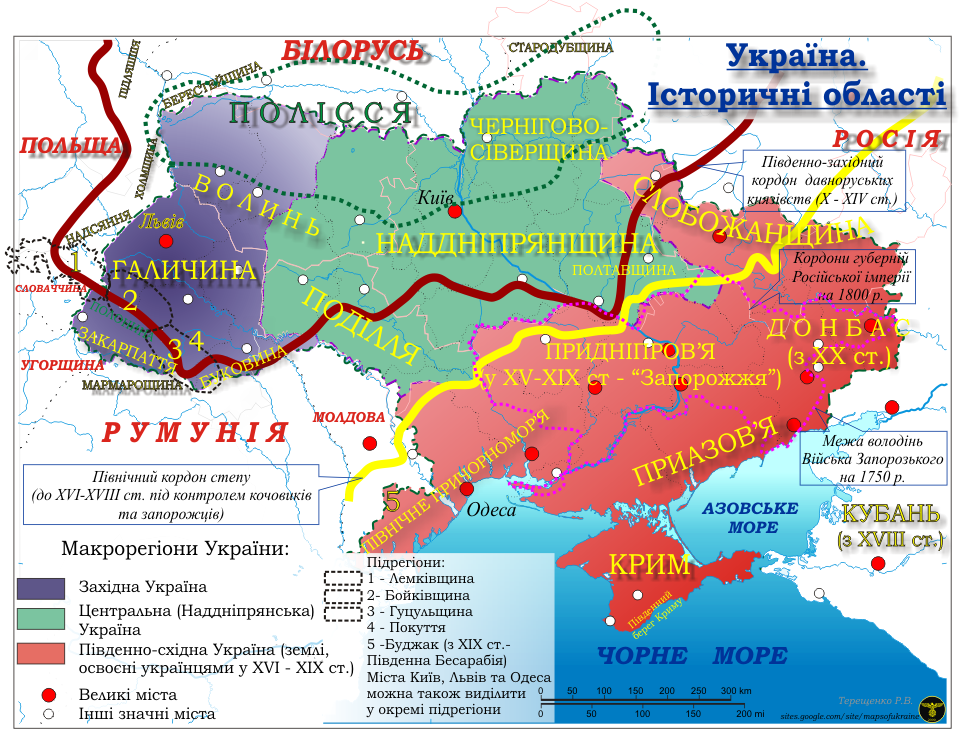
Наддніпрянська Україна (зелений колір) — історичне ядро формування Центральної України

Географічно до Центральної України належать:
- Кіровоградська область
- Полтавська область (зокрема й місто Кременчук)
- Черкаська область
- захід Дніпропетровської області (північна частина Кривбасу)

З точки зору економічного районування, це лише територія Центрального району: Черкаська та Кіровоградська області.
В історичному контексті до Центральної України належать землі, що були ядром Русі та безпосередню арену козацького руху які збігаються з кордонами української козацької держави — Гетьманщини, яка охоплювала землі Наддніпрянщини, Брацлавщини (Східного Поділля), Полтавщини, Чернігово-Сіверщини (разом зі Стародубщиною) та Запорожжя. Спираючись на історичний розвиток руських (українських) земель, до Центральної України, окрім зазначених вище областей, включають також північні — Житомирську, Київську, Чернігівську та Сумську області, а також, значно рідше, Дніпропетровську; але інколи навіть південні — Одеську, Миколаївську, Херсонську та Запорізьку.
Центральна Україна Дніпром розділяється на Лівобережну Україну та Правобережну Україну, до складу якої як правило долучають і східну частину Поділля, або Брацлавщину. Іноді Центральну Україну ототожнюють виключно з Наддніпрянською Україною, але в цьому випадку до її складу не має залучатись будь-яка з частин Поділля.
На ранніх етапах зародження державності серед слов'ян землі Центральної України стали ядром формування перших українських державних формацій та етногенезу української (руської) етнічної нації.

## Найбільші міста
У центральній і східній частині України на межі XIX—XX ст. було 118 міст, у яких мешкало понад 3 млн осіб. Серед них вже було й 3 великих міста: Київ, Харків, Катеринослав.
Нині найбільшими в Центральній Україні є такі міста:

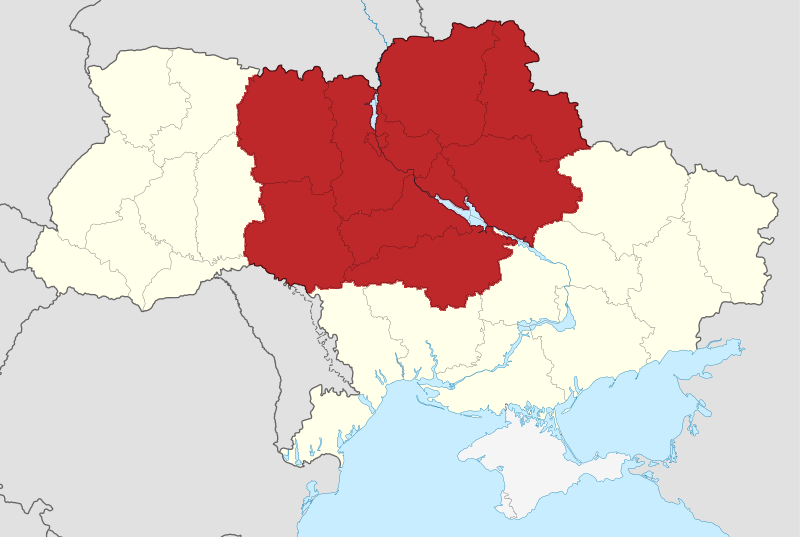
Центральна Україна

- Київ — найбільше місто північної (та усієї) України, столиця країни, головний діловий, культурний, політичний центр всієї України. Місто витоків української державності. Місто-мільйонник;
- Кривий Ріг — найбільше місто центральної частини України, головний промисловий центр України[3]. Центр мільйонної агломерації;
- Черкаси — обласний центр;
- Кропивницький — обласний центр, важливий науковий, промисловий та транспортний вузол Наддніпрянщини;
- Житомир — обласний центр, науковий, культурний та промисловий осередок Правобережжя. В сенсі географічних та культурно-історичних зв'язків місто тісно пов'язане із Заходом України (з яким найчастіше утотожнюється);
- Вінниця — велике місто, обласний центр, найбільше місто центру України після столиці, головний діловий, культурний та промисловий центр Поділля. Завдяки географічному розташуванню та історико-культурним зв’язкам місто займає проміжне місце між західним і центральним макрорегіонами України, що сприяє його інтенсивному розвитку.
- Полтава — обласний центр Полтавської області, культурний, науковий та діловий осередок лівобережної частини Центральної України;
- Кременчук — важливий промисловий та науковий центр на Дніпрі.